# Правительство Армении
Кабинет министров Республики Армения или Правительство Республики Армения (арм. Հայաստանի Հանրապետության կառավարություն) — главный орган исполнительной власти Республики Армения. Его полномочия устанавливаются Конституцией Республики Армения и законами.
Правительство на основе своей программы разрабатывает и осуществляет внутреннюю и внешнюю политику государства, осуществляет общее руководство органами системы государственного управления. Полномочия Правительства устанавливаются Конституцией и законами. К компетенции правительства относятся все касающиеся исполнительной власти вопросы, которые не отведены иным органам государственного управления или местного самоуправления. Правительство состоит из Премьер-министра, вице-премьеров и министров.
Избранного парламентским большинством кандидата, Президент Республики назначает Премьер-министром. Вице-премьеры и министры назначаются Президентом Республики по представлению Премьер-министра.
В рамках программы Правительства Премьер-министр определяет основные направления политики Правительства, руководит деятельностью Правительства и координирует работу членов Правительства.

## Состав действующего Правительства Армении

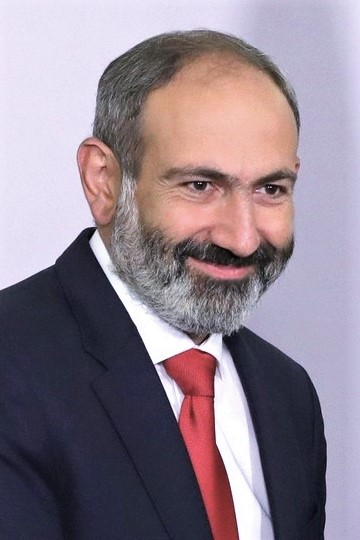
Премьер-министр Армении Никол Пашинян

| Должность                                           | Имя              | Партия                | Начало или время полномочий |
| --------------------------------------------------- | ---------------- | --------------------- | --------------------------- |
| Премьер-министр                                     | Никол Пашинян    | «Гражданский договор» | с 8 мая 2018                |
| Вице-премьер                                        | Мгер Григорян    | беспартийный          | с 12 мая 2018               |
| Вице-премьер                                        | Тигран Хачатрян  | беспартийный          | с 19 декабря 2022           |
| Министр внутренних дел                              | Арпине Саргсян   | беспартийная          | с 20 ноября 2024            |
| Министр высокотехнологической промышленности        | Мхитар Айрапетян | «Гражданский договор» | с 29 декабря 2023           |
| Министр здравоохранения                             | Анаит Аванесян   | «Гражданский договор» | с 18 января 2021            |
| Министр иностранных дел                             | Арарат Мирзоян   | «Гражданский договор» | с 19 августа 2021           |
| Министр обороны                                     | Сурен Папикян    | «Гражданский договор» | с 15 ноября 2021            |
| Министр образования, науки, культуры и спорта       | Жанна Андреасян  | беспартийная          | с 13 декабря 2022           |
| Министр окружающей среды                            | Акоп Симидян     | «Гражданский договор» | с 10 декабря 2021           |
| Министр территориального управления и инфраструктур | Давид Худатян    | «Гражданский договор» | с 21 ноября 2024            |
| Министр труда и социальных вопросов                 | Нарек Мкртчян    | «Гражданский договор» | с 2 августа 2021            |
| Министр финансов                                    | Ваге Ованнисян   | «Гражданский договор» | с 20 декабря 2022           |
| Министр экономики                                   | Геворг Папоян    | «Гражданский договор» | С 5 марта 2024              |
| Министр юстиции                                     | Србуи Галян      | беспартийная          | с 5 ноября 2024             |

## Правительство Карена Карапетяна

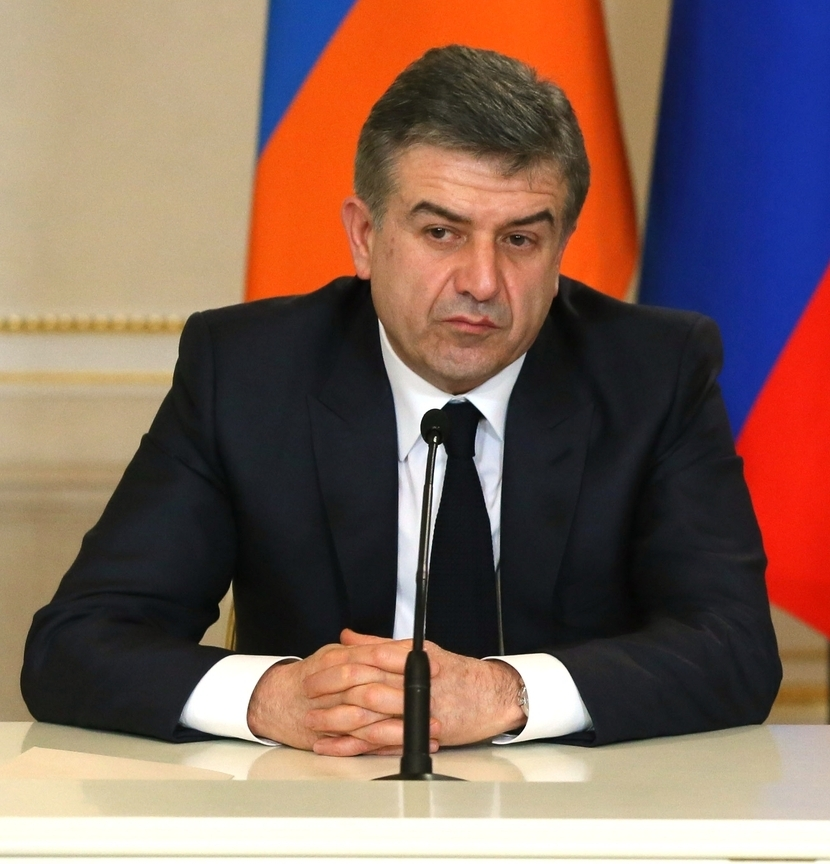
Бывший премьер-министр Карен Карапетян

Правительство Карена Карапетяна, 13 сентября 2016 года - 9 апреля 2018 года.
| Должность                                                             | Имя                           | Начало или время полномочий |
| --------------------------------------------------------------------- | ----------------------------- | --------------------------- |
| Премьер-министр                                                       | Карен Вильгельмович Карапетян | С 13 сентября 2016 года     |
| Вице-премьер, Mинистр международной экономической интеграции и реформ | Ваче Габриелян                | С 28 ноября 2014            |
| Министр обороны                                                       | Виген Саргсян                 | С 3 октября 2016            |
| Министр иностранных дел                                               | Эдвард Налбандян              | С 15 апреля 2008            |
| Министр транспорта и связи                                            | Ваан Мартиросян               | С 20 сентября 2016          |
| Министр экономики                                                     | Сурен Караян                  | С 27 сентября 2016          |
| Министр здравоохранения                                               | Левон Алтунян                 | С 27 сентября 2016          |
| Министр юстиции                                                       | Арпине Ованнисян              | С 4 сентября 2015           |
| Министр сельского хозяйства                                           | Игнатий Аракелян              | С 20 сентября 2016          |
| Министр охраны природы                                                | Арцвик Минасян                | С 27 сентября 2016          |
| Министр образования и науки                                           | Левон Мкртчян                 | С 24 февраля 2016           |
| Министр труда и по социальным вопросам                                | Артем Асатрян                 | С 16 июня 2012              |
| Министр спорта и по вопросам молодёжи                                 | Грачья Ростомян               | С 27 сентября 2016          |
| Министр культуры                                                      | Армен Амирян                  | С 27 сентября 2016          |
| Министр финансов                                                      | Вардан Арамян                 | С 27 сентября 2016          |
| Министр энергетики и природных ресурсов                               | Ашот Манукян                  | С 29 февраля 2016           |
| Министр по чрезвычайным ситуациям                                     | Армен Ерицян                  | С 24 февраля 2016           |
| Министр территориального управления и развития                        | Давид Локян                   | С 24 февраля 2016           |
| Министр диаспоры                                                      | Грануш Акопян                 | С 1 октября 2008            |
| министр-Руководитель аппарата правительства                           | Давид Арутюнян                | С 18 апреля 2014            |

## Правительство Овика Абраамяна

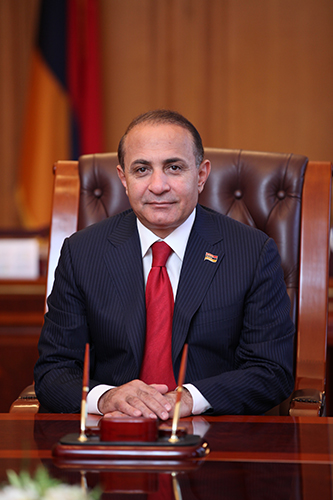
Бывший премьер-министр Овик Абраамян

Правительство Овика Абраамяна с 13 апреля 2014 года - 8 сентября 2016 года.
| Должность | Имя                             | Начало или время полномочий                                                                   |
| --- | ------------------------------- | --------------------------------------------------------------------------------------------- |
| Премьер-министр | Овик Абраамян                   | С 13 апреля 2014 года — 8 сентября 2016 года                                                  |
| Вице-премьер, Mинистр территориального управления                                                                                   | Армен Геворгян                  | 26 апреля 2014 — 17 октября 2014                                                              |
| Вице-премьер, Mинистр международной экономической интеграции и реформ                                                               | Ваче Габриелян                  | С 28 ноября 2014                                                                              |
| Министр обороны | Сейран Оганян                   | С 15 апреля 2014                                                                              |
| Министр иностранных дел | Эдвард Налбандян                | С 15 апреля 2014                                                                              |
| Министр транспорта и связи | Гагик Бегларян                  | С 22 апреля 2014                                                                              |
| Министр экономики | Карен Чшмаритян Арцвик Минасян  | С 22 апреля 2014 по 24 февраля 2016 года С 24 февраля 2016                                    |
| Министр здравоохранения | Армен Мурадян                   | С 23 апреля 2014                                                                              |
| Министр юстиции | Ованес Манукян Арпине Ованнисян | С 30 апреля 2014 по 14 июля 2015 года С 4 сентября 2015                                       |
| Министр градостроительства | Нарек Саргсян                   | С 23 апреля 2014                                                                              |
| Министр сельского хозяйства | Серго Карапетян                 | С 3 мая 2014                                                                                  |
| Министр охраны природы | Арамаис Григорян                | С 30 апреля 2014                                                                              |
| Министр образования и науки | Армен Ашотян Левон Мкртчян      | С 26 апреля 2014 по 24 февраля 2016 года С 24 февраля 2016                                    |
| Министр труда и по социальным вопросам                                                                                              | Артем Асатрян                   | С 26 апреля 2014                                                                              |
| Министр спорта и по вопросам молодёжи                                                                                               | Габриел Казарян                 | С 3 мая 2014                                                                                  |
| Министр культуры | Асмик Погосян                   | С 22 апреля 2014                                                                              |
| Министр финансов | Гагик Хачатрян                  | С 26 апреля 2014                                                                              |
| Министр энергетики и природных ресурсов                                                                                             | Ерванд Захарян Левон Еолян      | С 30 апреля 2014 по 29 февраля 2016 года С 29 февраля 2016                                    |
| Министр по чрезвычайным ситуациям Министр территориального управления и по чрезвычайным ситуациям Министр по чрезвычайным ситуациям | Армен Ерицян                    | С 18 апреля 2014 по 1 декабря 2014 с 1 декабря 2014 по 24 февраля 2016 года С 24 февраля 2016 |
| Министр территориального управления и развития                                                                                      | Давид Локян                     | С 24 февраля 2016                                                                             |
| Министр диаспоры | Грануш Акопян                   | С 23 апреля 2014                                                                              |
| министр-Руководитель аппарата правительства                                                                                         | Давид Арутюнян                  | С 18 апреля 2014                                                                              |

## Правительства Тиграна Саргсяна

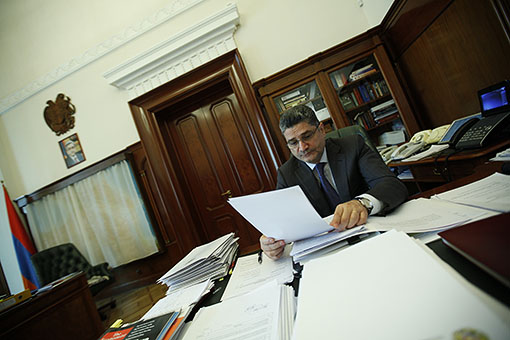
Бывший премьер-министр Тигран Саргсян

#### Первое Правительство Тиграна Саркисяна
Первое правительство Тиграна Саркисяна функционировало с 22 апреля 2008 года по 31 мая 2012 года.
| Должность                                                | Министр                                                                          | Сроки пребывания в должности |
| -------------------------------------------------------- | -------------------------------------------------------------------------------- | --- |
| Премьер-министр                                          | Тигран Саркисян                                                                  | 9 апреля 2008 - 31 мая 2012 |
| Министр территориального управления Вице-премьер-министр | Армен Геворгян                                                                   | 21 апреля 2008 - 31 мая 2012 |
| Министр труда и по социальным вопросам                   | Агван Варданян Арсен Амбарцумян Геворг Петросян Мхитар Мнацаканян Артур Григорян | 18 апреля 2008 - 2 июня 2008 2 июня 2008 - 12 мая 2009 12 мая 2009 - 23 ноября 2009 23 ноября 2009 - 23 июня 2010 28 июня 2010 - 31 мая 2012 |
| Министр здравоохранения                                  | Арутюн Кушкян                                                                    | 18 апреля 2008 - 31 мая 2012 |
| Министр юстиции                                          | Геворг Даниелян Грайр Товмасян                                                   | 16 апреля 2008 - 9 декабря 2010 17 декабря 2010 - 31 мая 2012                                                                                |
| Министр по чрезвычайным ситуациям                        | Мгер Шахгельдян Армен Ерицян                                                     | 21 апреля 2008 - 15 января 2010 15 января 2010 - 31 мая 2012                                                                                 |
| Министр иностранных дел                                  | Эдвард Налбандян                                                                 | 14 апреля 2008 - 31 мая 2012 |
| Министр охраны природы                                   | Арам Арутюнян                                                                    | 18 апреля 2008 - 31 мая 2012 |
| Министр сельского хозяйства                              | Давид Локян Арамаис Григорян Герасим Алавердян Серго Карапетян                   | 16 апреля 2008 - 2 июня 2008 2 июня 2008 - 12 мая 2009 12 мая 2009 - 31 декабря 2010 31 декабря 2010 - 31 мая 2012                           |
| Министр экономики                                        | Нерсес Ерицян Тигран Давтян                                                      | 21 апреля 2008 - 17 декабря 2010 17 декабря 2010 - 31 мая 2012                                                                               |
| Министр энергетики и природных ресурсов                  | Армен Мовсисян                                                                   | 18 апреля 2008 - 31 мая 2012 |
| Министр образования и науки                              | Левон Мкртчян Спартак Сейранян Армен Ашотян                                      | 17 апреля 2008 - 2 июня 2008 2 июня 2008 - 12 мая 2009 12 мая 2009 - 31 мая 2012                                                             |
| Министр культуры                                         | Асмик Погосян                                                                    | 17 апреля 2008 - 31 мая 2012 |
| Министр обороны                                          | Сейран Оганян                                                                    | 14 апреля 2008 - 31 мая 2012 |
| Министр спорта и по вопросам молодёжи                    | Армен Григорян Артур Петросян                                                    | 16 апреля 2008 - 29 января 2010 29 января 2010 - 31 мая 2012                                                                                 |
| Министр диаспоры                                         | Грануш Акопян                                                                    | 1 октября 2008 - 31 мая 2012 |
| Министр транспорта и связи                               | Гурген Саргсян Манук Варданян                                                    | 21 апреля 2008 - 15 января 2010 15 января 2010 - 31 мая 2012                                                                                 |
| Министр градостроительства                               | Вардан Варданян                                                                  | 17 апреля 2008 - 31 мая 2012 |
| Министр финансов                                         | Тигран Давтян Ваче Габриелян                                                     | 21 апреля 2008 - 17 декабря 2010 17 декабря 2010 - 31 мая 2012                                                                               |

#### Второе Правительство Тиграна Саркисяна
Второе правительство Тиграна Саркисяна функционировало со 2 июня 2012 года по 9 апреля 2013 года.
| Должность                                                | Министр          | Сроки пребывания в должности |
| -------------------------------------------------------- | ---------------- | ---------------------------- |
| Премьер-министр                                          | Тигран Саркисян  | 2 июня 2012 - 9 апреля 2013  |
| Министр территориального управления Вице-премьер-министр | Армен Геворгян   | 31 мая 2012 - 9 апреля 2013  |
| Министр труда и по социальным вопросам                   | Артем Асатрян    | 31 мая 2012 - 9 апреля 2013  |
| Министр здравоохранения                                  | Дереник Думанян  | 31 мая 2012 - 9 апреля 2013  |
| Министр юстиции                                          | Грайр Товмасян   | 31 мая 2012 - 9 апреля 2013  |
| Министр по чрезвычайным ситуациям                        | Армен Ерицян     | 4 июня 2012 - 9 апреля 2013  |
| Министр иностранных дел                                  | Эдвард Налбандян | 4 июня 2012 - 9 апреля 2013  |
| Министр охраны природы                                   | Арам Арутюнян    | 31 мая 2012 - 9 апреля 2013  |
| Министр сельского хозяйства                              | Серго Карапетян  | 31 мая 2012 - 9 апреля 2013  |
| Министр экономики                                        | Тигран Давтян    | 31 мая 2012 - 9 апреля 2013  |
| Министр энергетики и природных ресурсов                  | Армен Мовсисян   | 31 мая 2012 - 9 апреля 2013  |
| Министр образования и науки                              | Армен Ашотян     | 31 мая 2012 - 9 апреля 2013  |
| Министр культуры                                         | Асмик Погосян    | 31 мая 2012 - 9 апреля 2013  |
| Министр обороны                                          | Сейран Оганян    | 4 июня 2012 - 9 апреля 2013  |
| Министр спорта и по вопросам молодёжи                    | Грачья Ростомян  | 31 мая 2012 - 9 апреля 2013  |
| Министр диаспоры                                         | Грануш Акопян    | 31 мая 2012 - 9 апреля 2013  |
| Министр транспорта и связи                               | Гагик Бегларян   | 31 мая 2012 - 9 апреля 2013  |
| Министр градостроительства                               | Самвел Тадевосян | 31 мая 2012 - 9 апреля 2013  |
| Министр финансов                                         | Ваче Габриелян   | 31 мая 2012 - 9 апреля 2013  |

#### Третье Правительство Тиграна Саркисяна
Третье правительство Тиграна Саркисяна функционировало с 20 апреля 2013 года по 3 апреля 2014 года.
| Должность                                                | Министр          | Сроки пребывания в должности     |
| -------------------------------------------------------- | ---------------- | -------------------------------- |
| Премьер-министр                                          | Тигран Саркисян  | 19 апреля 2013 — 3 апреля 2014   |
| Министр территориального управления Вице-премьер-министр | Армен Геворгян   | С 20 апреля 2013                 |
| Министр труда и по социальным вопросам                   | Артем Асатрян    | С 20 апреля 2013                 |
| Министр здравоохранения                                  | Дереник Думанян  | 20 апреля 2013 - 23 апреля 2014  |
| Министр юстиции                                          | Грайр Товмасян   | С 20 апреля 2013                 |
| Министр по чрезвычайным ситуациям                        | Армен Ерицян     | 20 апреля 2013 - 18 апреля 2014  |
| Министр иностранных дел                                  | Эдвард Налбандян | 20 апреля 2013 - 15 апреля 2014  |
| Министр охраны природы                                   | Арам Арутюнян    | С 20 апреля 2013                 |
| Министр сельского хозяйства                              | Серго Карапетян  | С 20 апреля 2013                 |
| Министр экономики                                        | Ваграм Аванесян  | 20 апреля 2013 - 22 апреля 2014  |
| Министр энергетики и природных ресурсов                  | Армен Мовсисян   | С 20 апреля 2013                 |
| Министр образования и науки                              | Армен Ашотян     | С 20 апреля 2013                 |
| Министр культуры                                         | Асмик Погосян    | 20 апреля 2013 - 22 апреля 2014  |
| Министр обороны                                          | Сейран Оганян    | 20 апреля 2013 - 15 апреля 2014  |
| Министр спорта и по вопросам молодёжи                    | Юрий Варданян    | С 20 апреля 2013                 |
| Министр диаспоры                                         | Грануш Акопян    | 20 апреля 2013 - 23 апреля 2014  |
| Министр транспорта и связи                               | Гагик Бегларян   | 20 апреля 2013 - 22 апреля 2014  |
| Министр градостроительства                               | Самвел Тадевосян | 20 апреля 2013 - 23 апреля 2014  |
| Министр финансов                                         | Давид Саргсян    | С 20 апреля 2013                 |
| Министр-руководитель аппарата правительства              | Ваче Габриелян   | С сентября 2013 - 18 апреля 2014 |

## Правительства Сержа Саргсяна

#### Первое Правительство Сержа Саргсяна
Первое Правительство Сержа Саргсяна функционировало с 4 апреля по 7 июня 2007 года.
| Должность                                                | Министр          | Сроки пребывания в должности |
| -------------------------------------------------------- | ---------------- | ---------------------------- |
| Премьер-министр                                          | Серж Саргсян     | 4 апреля - 7 июня 2007       |
| Министр территориального управления Вице-премьер-министр | Овик Абрамян     | 4 апреля 2007 - 7 июня 2007  |
| Министр труда и по социальным вопросам                   | Агван Варданян   | 4 апреля 2007 - 7 июня 2007  |
| Министр здравоохранения                                  | Норайр Давидян   | 4 апреля 2007 - 7 июня 2007  |
| Министр юстиции                                          | Давид Арутюнян   | 4 апреля 2007 - 7 июня 2007  |
| Министр иностранных дел                                  | Вардан Осканян   | 4 апреля 2007 - 7 июня 2007  |
| Министр охраны природы                                   | Вардан Айвазян   | 4 апреля 2007 - 7 июня 2007  |
| Министр сельского хозяйства                              | Давид Локян      | 4 апреля 2007 - 7 июня 2007  |
| Министр торговли и экономического развития               | Карен Чшмаритян  | 4 апреля 2007 - 7 июня 2007  |
| Министр энергетики                                       | Армен Мовсисян   | 4 апреля 2007 - 7 июня 2007  |
| Министр образования и науки                              | Левон Мкртчян    | 4 апреля 2007 - 7 июня 2007  |
| Министр культуры и по вопросам молодёжи                  | Асмик Погосян    | 4 апреля 2007 - 7 июня 2007  |
| Министр обороны                                          | Микаел Арутюнян  | 24 апреля 2007 - 7 июня 2007 |
| Министр транспорта и связи                               | Андраник Манукян | 4 апреля 2007 - 7 июня 2007  |
| Министр градостроительства                               | Арам Арутюнян    | 4 апреля 2007 - 7 июня 2007  |
| Министр финансов и экономики                             | Вардан Хачатрян  | 4 апреля 2007 - 7 июня 2007  |
| Министр-руководитель аппарата правительства              | Манук Топузян    | 4 апреля 2007 - 7 июня 2007  |

#### Второе Правительство Сержа Саргсяна
Второе Правительство Сержа Саргсяна функционировало с 7 июня 2007 года по 9 апреля 2008 года.
| Должность                                                | Министр          | Сроки пребывания в должности |
| -------------------------------------------------------- | ---------------- | ---------------------------- |
| Премьер-министр                                          | Серж Саргсян     | 7 июня 2007 - 9 апреля 2008  |
| Министр территориального управления Вице-премьер-министр | Овик Абрамян     | 7 июня 2007 - 9 апреля 2008  |
| Министр труда и по социальным вопросам                   | Агван Варданян   | 7 июня 2007 - 9 апреля 2008  |
| Министр здравоохранения                                  | Арутюн Кушкян    | 7 июня 2007 - 9 апреля 2008  |
| Министр юстиции                                          | Геворг Даниелян  | 7 июня 2007 - 9 апреля 2008  |
| Министр иностранных дел                                  | Вардан Осканян   | 7 июня 2007 - 9 апреля 2008  |
| Министр охраны природы                                   | Арам Арутюнян    | 7 июня 2007 - 9 апреля 2008  |
| Министр сельского хозяйства                              | Давид Локян      | 7 июня 2007 - 9 апреля 2008  |
| Министр торговли и экономического развития               | Нерсес Ерицян    | 7 июня 2007 - 9 апреля 2008  |
| Министр энергетики                                       | Армен Мовсисян   | 7 июня 2007 - 9 апреля 2008  |
| Министр образования и науки                              | Левон Мкртчян    | 7 июня 2007 - 9 апреля 2008  |
| Министр культуры                                         | Асмик Погосян    | 7 июня 2007 - 9 апреля 2008  |
| Министр обороны                                          | Микаел Арутюнян  | 7 июня 2007 - 9 апреля 2008  |
| Министр спорта и по вопросам молодёжи                    | Армен Григорян   | 7 июня 2007 - 9 апреля 2008  |
| Министр транспорта и связи                               | Андраник Манукян | 7 июня 2007 - 9 апреля 2008  |
| Министр градостроительства                               | Вардан Варданян  | 7 июня 2007 - 9 апреля 2008  |
| Министр финансов                                         | Вардан Хачатрян  | 7 июня 2007 - 9 апреля 2008  |
| Министр-руководитель аппарата правительства              | Манук Топузян    | 7 июня 2007 - 9 апреля 2008  |

## Правительства Андраника Маркаряна

#### Первое Правительство Андраника Маркаряна
Первое Правительство Андраника Маркаряна функционировало с 20 мая 2000 года по 13 июня 2003 года.
| Должность | Министр                       | Сроки пребывания в должности                     |
| --- | ----------------------------- | ------------------------------------------------ |
| Премьер-министр | Андраник Маркарян             | 20 мая 2000 - 13 июня 2003                       |
| Министр территориального управления (в 2002-2003 - Министр территориального управления и координирующий деятельность инфраструктур) Вице-премьер-министр (с декабря 2005) | Овик Абрамян                  | 13 июня 2003 - 25 марта 2007                     |
| Министр труда и по социальным вопросам | Размик Мартиросян             | 20 мая 2000 - 13 июня 2003                       |
| Министр здравоохранения | Арарат Мкртчян                | 20 мая 2000 - 13 июня 2003                       |
| Министр юстиции | Давид Арутюнян                | 20 мая 2000 - 13 июня 2003                       |
| Министр иностранных дел | Вардан Осканян                | 20 мая 2000 - 13 июня 2003                       |
| Министр охраны природы | Мурад Мурадян Вардан Айвазян  | 20 мая 2000 - 2001 2001 - 13 июня 2003           |
| Министр сельского хозяйства | Завен Геворгян Давид Задоян   | 20 мая 2000 - 2002 2002 - 13 июня 2003           |
| Министр торговли и экономического развития | Карен Чшмаритян               | 20 мая 2000 - 13 июня 2003                       |
| Министр энергетики | Карен Галустян Армен Мовсисян | 20 мая 2000 - мая 2001 мая 2001 - 13 июня 2003   |
| Министр образования и науки | Эдуард Казарян Левон Мкртчян  | 20 мая 2000 - июня 2001 июня 2001 - 13 июня 2003 |
| Министр культуры, по вопросам молодёжи и спорта | Роланд Шароян                 | 20 мая 2000 - 13 июня 2003                       |
| Министр обороны | Серж Саргсян                  | 20 мая 2000 - 13 июня 2003                       |
| Министр транспорта и связи | Андраник Манукян              | 13 июня 2003 - 25 марта 2007                     |
| Министр градостроительства | Леонид Акопян Давид Локян     | 20 мая 2000 - 2001 2001 - 13 июня 2003           |
| Министр финансов и экономики | Вардан Хачатрян               | 13 июня 2003 - 25 марта 2007                     |
| Министр-руководитель аппарата правительства | Манук Топузян                 | 13 июня 2003 - 25 марта 2007                     |

#### Второе Правительство Андраника Маркаряна
Второе Правительство Андраника Маркаряна функционировало с 13 июня 2003 года по 25 марта 2007 года.
| Должность | Министр                                                 | Сроки пребывания в должности                                                                       |
| --- | ------------------------------------------------------- | -------------------------------------------------------------------------------------------------- |
| Премьер-министр | Андраник Маркарян                                       | 13 июня 2003 - 25 марта 2007                                                                       |
| Министр территориального управления (в 2003-2005 - Министр территориального управления и координирующий деятельность инфраструктур) Вице-премьер-министр (с декабря 2005) | Овик Абрамян                                            | 13 июня 2003 - 25 марта 2007                                                                       |
| Министр труда и по социальным вопросам | Агван Варданян                                          | 13 июня 2003 - 25 марта 2007                                                                       |
| Министр здравоохранения | Норайр Давидян                                          | 13 июня 2003 - 25 марта 2007                                                                       |
| Министр юстиции | Давид Арутюнян                                          | 13 июня 2003 - 25 марта 2007                                                                       |
| Министр иностранных дел | Вардан Осканян                                          | 13 июня 2003 - 25 марта 2007                                                                       |
| Министр охраны природы | Вардан Айвазян                                          | 13 июня 2003 - 25 марта 2007                                                                       |
| Министр сельского хозяйства | Давид Локян                                             | 13 июня 2003 - 25 марта 2007                                                                       |
| Министр торговли и экономического развития | Карен Чшмаритян                                         | 13 июня 2003 - 25 марта 2007                                                                       |
| Министр энергетики | Армен Мовсисян                                          | 13 июня 2003 - 25 марта 2007                                                                       |
| Министр образования и науки | Серго Ерицян Левон Мкртчян                              | 13 июня 2003 - июня 2006 июня 2006 - 25 марта 2007                                                 |
| Министр культуры и по вопросам молодёжи | Тамара Погосян Овик Овеян Геворг Геворгян Асмик Погосян | 13 июня 2003 - июнь 2004 июнь 2004 - января 2006 января 2006 - июня 2006 июня 2006 - 25 марта 2007 |
| Министр обороны | Серж Саргсян                                            | 13 июня 2003 - 25 марта 2007                                                                       |
| Министр транспорта и связи | Андраник Манукян                                        | 13 июня 2003 - 25 марта 2007                                                                       |
| Министр градостроительства | Ара Арамян Арам Арутюнян                                | 13 июня 2003 - июня 2005 июня 2005 - 25 марта 2007                                                 |
| Министр финансов и экономики | Вардан Хачатрян                                         | 13 июня 2003 - 25 марта 2007                                                                       |
| Министр-руководитель аппарата правительства | Манук Топузян                                           | 13 июня 2003 - 25 марта 2007                                                                       |

## Правительство Арама Саргсяна

#### Правительство Арама Саргсяна
Правительство Арама Саргсяна функционировало с 2 ноября 1999 года по 2 мая 2000 года.
| Должность                                                       | Министр           | Сроки пребывания в должности  |
| --------------------------------------------------------------- | ----------------- | ----------------------------- |
| Премьер-министр                                                 | Арам Саргсян      | 2 ноября 1999 - 2 мая 2000    |
| Министр территориального управления                             | Хосров Арутюнян   | 13 ноября 1999 - февраля 2000 |
| Министр социального обеспечения                                 | Размик Мартиросян | 2 ноября 1999 - февраля 2000  |
| Министр здравоохранения                                         | Айк Никогосян     | 2 ноября 1999 - февраля 2000  |
| Министр здравоохранения и социального обеспечения               | Арарат Мкртчян    | февраля 2000 - 2 мая 2000     |
| Министр юстиции                                                 | Давид Арутюнян    | 2 ноября 1999 - 2 мая 2000    |
| Министр иностранных дел                                         | Вардан Осканян    | 2 ноября 1999 - 2 мая 2000    |
| Министр охраны природы                                          | Геворг Варданян   | 2 ноября 1999 - 2 мая 2000    |
| Министр сельского хозяйства                                     | Гагик Шахбазян    | 2 ноября 1999 - 2 мая 2000    |
| Министр промышленности и торговли                               | Карен Чшмаритян   | 2 ноября 1999 - 2 мая 2000    |
| Министр энергетики                                              | Давид Задоян      | 2 ноября 1999 - 2 мая 2000    |
| Министр образования и науки                                     | Эдуард Казарян    | 2 ноября 1999 - 2 мая 2000    |
| Министр культуры, по вопросам молодёжи и спорта                 | Роланд Шароян     | 2 ноября 1999 - 2 мая 2000    |
| Министр обороны                                                 | Вагаршак Арутюнян | 2 ноября 1999 - 2 мая 2000    |
| Министр национальной безопасности                               | Карлос Петросян   | 2 ноября 1999 - 2 мая 2000    |
| Министр внутренних дел                                          | Айк Арутюнян      | 2 ноября 1999 - 2 мая 2000    |
| Министр транспорта                                              | Ерванд Захарян    | 2 ноября 1999 - 2 мая 2000    |
| Министр почты и телекоммуникаций                                | Рубен Тоноян      | 2 ноября 1999 - 2 мая 2000    |
| Министр градостроительства                                      | Грайр Ованнисян   | 2 ноября 1999 - февраля 2000  |
| Министр территориального управления и градостроительства        | Леонид Акопян     | февраля 2000 - 2 мая 2000     |
| Министр финансов                                                | Левон Бархударян  | 2 ноября 1999 - 2 мая 2000    |
| Министр экономики                                               | Армен Дарбинян    | 2 ноября 1999 - 2 мая 2000    |
| Министр приватизации                                            | Павел Калтахчян   | 2 ноября 1999 - 2 мая 2000    |
| Министр статистики, государственного регистра и аналитики       | Степан Мнацаканян | 2 ноября 1999 - 2 мая 2000    |
| Министр государственных доходов                                 | Смбат Айвазян     | 2 ноября 1999 - 2 мая 2000    |
| Министр-координатор деятельности производственных инфраструктур | Ваган Ширханян    | 2 ноября 1999 - 2 мая 2000    |
| Министр-Руководитель аппарата правительства                     | Шаген Караманукян | 2 ноября 1999 - 2 мая 2000    |

## Правительство Вазгена Саргсяна

#### Правительство Вазгена Саргсяна
Правительство Вазгена Саргсяна функционировало с 11 июня 1999 по 27 октября 1999 года.
| Должность                                                       | Министр           | Сроки пребывания в должности   |
| --------------------------------------------------------------- | ----------------- | ------------------------------ |
| Премьер-министр                                                 | Вазген Саргсян    | 11 июня 1999 - 27 октября 1999 |
| Министр территориального управления                             | Хосров Арутюнян   | 11 июня 1999 - 27 октября 1999 |
| Министр социального обеспечения                                 | Размик Мартиросян | 11 июня 1999 - 27 октября 1999 |
| Министр здравоохранения                                         | Айк Никогосян     | 11 июня 1999 - 27 октября 1999 |
| Министр юстиции                                                 | Давид Арутюнян    | 11 июня 1999 - 27 октября 1999 |
| Министр иностранных дел                                         | Вардан Осканян    | 11 июня 1999 - 27 октября 1999 |
| Министр охраны природы                                          | Геворг Варданян   | 11 июня 1999 - 27 октября 1999 |
| Министр сельского хозяйства                                     | Гагик Шахбазян    | 11 июня 1999 - 27 октября 1999 |
| Министр промышленности и торговли                               | Айк Геворгян      | 11 июня 1999 - 27 октября 1999 |
| Министр энергетики                                              | Давид Задоян      | 11 июня 1999 - 27 октября 1999 |
| Министр образования и науки                                     | Эдуард Казарян    | 11 июня 1999 - 27 октября 1999 |
| Министр культуры, по вопросам молодёжи и спорта                 | Роланд Шароян     | 11 июня 1999 - 27 октября 1999 |
| Министр обороны                                                 | Вагаршак Арутюнян | 11 июня 1999 - 27 октября 1999 |
| Министр национальной безопасности                               | Серж Саргсян      | 11 июня 1999 - 27 октября 1999 |
| Министр внутренних дел                                          | Сурен Абрамян     | 11 июня 1999 - 27 октября 1999 |
| Министр транспорта                                              | Ерванд Захарян    | 11 июня 1999 - 27 октября 1999 |
| Министр почты и телекоммуникаций                                | Рубен Тоноян      | 11 июня 1999 - 27 октября 1999 |
| Министр градостроительства                                      | Грайр Ованнисян   | 11 июня 1999 - 27 октября 1999 |
| Министр финансов                                                | Левон Бархударян  | 11 июня 1999 - 27 октября 1999 |
| Министр экономики                                               | Армен Дарбинян    | 11 июня 1999 - 27 октября 1999 |
| Министр приватизации                                            | Павел Калтахчян   | 11 июня 1999 - 27 октября 1999 |
| Министр статистики, государственного регистра и аналитики       | Степан Мнацаканян | 11 июня 1999 - 27 октября 1999 |
| Министр государственных доходов                                 | Смбат Айвазян     | 11 июня 1999 - 27 октября 1999 |
| Министр по оперативным вопросам                                 | Леонард Петросян  | 11 июня 1999 - 27 октября 1999 |
| Министр-координатор деятельности производственных инфраструктур | Ваган Ширханян    | 11 июня 1999 - 27 октября 1999 |
| Министр-Руководитель аппарата правительства                     | Шаген Караманукян | 11 июня 1999 - 27 октября 1999 |

## Правительство Армена Дарбиняна

#### Правительство Армена Дарбиняна
Правительство Армена Дарбиняна функционировало с 11 апреля 1998 года по 11 июня 1999 года.
| Должность                                                            | Министр           | Сроки пребывания в должности  |
| -------------------------------------------------------------------- | ----------------- | ----------------------------- |
| Премьер-министр                                                      | Армен Дарбинян    | 11 апреля 1998 - 11 июня 1999 |
| Министр территориального управления                                  | Давид Задоян      | 11 апреля 1998 - 11 июня 1999 |
| Министр социального обеспечения                                      | Гагик Еганян      | 11 апреля 1998 - 11 июня 1999 |
| Министр здравоохранения                                              | Гагик Стамболцян  | 11 апреля 1998 -              |
| Министр юстиции                                                      | Давид Арутюнян    | 11 апреля 1998 - 11 июня 1999 |
| Министр иностранных дел                                              | Вардан Осканян    | 11 апреля 1998 - 11 июня 1999 |
| Министр охраны природы                                               | Саргис Шахазизян  | 11 апреля 1998 - 11 июня 1999 |
| Министр сельского хозяйства                                          | Владимир Мовсисян | 11 апреля 1998 - 11 июня 1999 |
| Министр промышленности и торговли                                    | Гарник Нанагулян  | 11 апреля 1998 - 11 июня 1999 |
| Министр энергетики                                                   | Гагик Мартиросян  | 11 апреля 1998 - 11 июня 1999 |
| Министр образования и науки                                          | Левон Мкртчян     | 11 апреля 1998 - 11 июня 1999 |
| Министр культуры, по вопросам молодёжи и спорта                      | Роланд Шароян     | 11 апреля 1998 - 11 июня 1999 |
| Министр обороны                                                      | Вазген Саргсян    | 11 апреля 1998 - 11 июня 1999 |
| Министр внутренних дел и национальной безопасности                   | Серж Саргсян      | 11 апреля 1998 - 11 июня 1999 |
| Министр транспорта                                                   | Ерванд Захарян    | 11 апреля 1998 - 11 июня 1999 |
| Министр почты и телекоммуникаций                                     | Артак Варданян    | 11 апреля 1998 - 11 июня 1999 |
| Министр градостроительства                                           | Феликс Пирумян    | 11 апреля 1998 - 11 июня 1999 |
| Министр финансов и экономики                                         | Эдвард Сандоян    | 11 апреля 1998 - 11 июня 1999 |
| Министр приватизации                                                 | Павел Калтахчян   | 11 апреля 1998 - 11 июня 1999 |
| Министр статистики, государственного регистра и аналитики            | Степан Мнацаканян | 11 апреля 1998 - 11 июня 1999 |
| Министр по экономическим и структурным реформам                      | Ваграм Аванесян   | 11 апреля 1998 - 11 июня 1999 |
| Руководитель аппарата правительства, министр по оперативным вопросам | Шаген Караманукян | 11 апреля 1998 - 11 июня 1999 |

## Главы Правительства
- Мясникян, Александр Фёдорович (май 1921—1922)
- Лукашин (Срапионян) Саргис (май 1922 — июнь 1925)
- Амбарцумян, Саркис Саакович (июнь 1925 — март 1928)
- Тер-Габриэлян, Саак Мирзоевич (март 1928 — февраль 1935)
- Гулоян, Абрам Абрамович (февраль 1935 - февраль 1937)
- Амбарцумян, Саркис Саакович (март - май 1937)
- Пирузян, Арам Сергеевич (ноябрь 1937 - 1945)
- Саркисян, Агаси Соломонович (1945 - март 1947)
- Саак Карапетян (март 1947 - ноябрь 1952)
- Кочинян Антон Ервандович (ноябрь 1952 — февраль 1966)
- Мурадян, Бадал Амаякович (февраль 1966 — ноябрь 1972)
- Арзуманян, Григорий Агафонович (ноябрь 1972 — ноябрь 1976)
- Саркисян, Фадей Тачатович (январь 1977— январь 1989)
- Маркарьянц, Владимир Суренович (январь 1989 — август 1990)
- Манукян, Вазген Микаэлович (август 1990 — сентябрь 1991)
- Гагик Арутюнян (ноябрь 1991 — июль 1992)
- Хосров Арутюнян (июль 1992 — февраль 1993)
- Грант Багратян (сентябрь — ноябрь 1991, февраль 1993 — ноябрь 1996)
- Армен Саркисян (ноябрь 1996 — 1997)
- Роберт Кочарян (март 1997 — апрель 1998)
- Армен Дарбинян (май 1998 — 1999)
- Вазген Саркисян (июнь 1999 — октябрь 1999)
- Арам Саркисян (октябрь 1999 — май 2000)
- Андраник Маргарян (2 мая 2000 — 25 марта 2007)
- Серж Саргсян (4 апреля 2007 — 9 апреля 2008)
- Тигран Саркисян (9 апреля 2008 — 3 апреля 2014)

## Бывшие министры

### Министерство по чрезвычайным ситуациям
Ерицян Армен министр по чрезвычайным ситуациям

### Министерство национальной безопасности
- Усик Арутюнян (1990—1992)
- Валерий Погосян (1992—1993)
- Эдуард Симонянц (1993—1994)
- Давид Шахназарян (1994—1995)
- Серж Саргсян (1995—1999)
- Карлос Петросян (1999—2002) в 2002-2004гг. - Директор Службы национальной безопасности при Правительстве РА

С 2002г. - Служба национальной безопасности при Правительстве РА

### Министерство обороны
- Вазген Саркисян — 1991—1992;
- Вазген Манукян — 1992—1993;
- Норат Тер-Григорян — 1993 (исполнял обязанности министра);
- Серж Саргсян — 1993—1995;
- Вазген Саркисян — 1995—1999;
- Вагаршак Арутюнян — 1999—2000;
- Серж Саргсян — 2000—2007;
- Микаел Арутюнян — 2007—2008;
- Сейран Оганян — 2008—2016;
- Виген Саргсян — 2016—2018;
- Давид Тоноян — 2018—2020;
- Вагаршак Арутюнян (с 2020).

### Министерство внутренних дел
- Карлос Казарян (1990—1991)
- Ашот Манучарян (1991) и.о. министра
- Валерий Погосян (1991—1992)
- Вано Сирадегян (1992—1996)
- Серж Саргсян (1996—1999)
- Сурен Абрамян (06.1999—10.1999)
- Айк Арутюнян (1999—2002), в 2002-2008 - начальник Полиции при Правительстве РА

С 2002г. - Полиция при Правительстве РА

### Министерство юстиции
- Ваге Степанян (1990—1996)
- Марат Алексанян (1996—1998)
- Давид Арутюнян (1998—2007)
- Геворг Даниелян (2007—2010)

### Министерство здравоохранения[2]
- Эмиль Габриелян (1975—1989)
- Арташес Азнаурян (1989—1990)
- Мигран Назаретян (1990—1991)
- Ара Баблоян (1991—1997)
- Гагик Стамболцян (1997—1998)
- Айк Никогосян (1998—2000)
- Арарат Мкртчян (2000—2003) в 2000-2001гг. - министр здравоохранения и социального обеспечения
- Норайр Давидян (2003—2007)
- Арутюн Кушкян (2007-2012)
- Дереник Думанян (2012-)

### Министерство торговли и промышленности
- Ашот Сафарян (1991—1997) министр промышленности
- Левик Хачатрян (1994—1995) министр торговли
- Ваган Мелконян (1995—1996) министр торговли, обслуживания и туризма
- Гарник Нанагулян (1996—1998) министр торговли и промышленности
- Айк Геворгян (1998—1999) министр торговли и промышленности
- Карен Чшмаритян (1999—2007) министр экономического развития и торговли
- Нерсес Ерицян (2007—2008) министр экономического развития и торговли в (2008—2010)министр экономики

### Министерство сельского хозяйства
- Рафаэль Шахбазян (1990—1993) министр хлебопродукции
- Давид Задоян (1993—1996) министр продукции и заготовок
- Юрий Джавадян (1991) министр сельского хозяйства
- Гагик Шахбазян (1991—1993) министр сельского хозяйства
- Ашот Восканян (1993—1996) министр сельского хозяйства и заготовок
- Владимир Мовсисян (1996—1999) министр сельского хозяйства
- Гагик Шахбазян (1999—2000)
- Завен Геворгян (2000—2002)
- Давид Задоян (2002—2003)
- Давид Локян (2003—2008)
- Арамаис Григорян (2008—2009)
- Герасим Алавердян (2009—2010)

### Министерство энергетики
- Сепух Ташчян (1992—1993) министр энергетики и топлива
- Мелс Акопян (1993) министр энергетики и топлива
- Грайр Ованнисян (1993) министр энергетики и топлива
- Мирон Шишманян (1993—1995) министр энергетики и топлива
- Гагик Мартиросян (1995—1998) министр энергетики
- Меружан Микаелян (1998—1999)
- Давид Задоян (1999—2000)
- Карен Галустян (2000—2001)

### Министерство образования и науки
- Сурен Микаелян (1949—1954) министр просвещения
- Шаварш Симонян (1954—1973) министр просвещения
- Семён Ахумян (1973—1989) министр просвещения
- Людвиг Гарибджанян (1975—1989) министр среднего и специализированного образования
- Мисак Давтян (1989—1990) министр народного образования
- Арег Григорян (1990—1992) министр просвещения
- Айк Казарян (1992—1994) министр просвещения
- Ашот Блеян (1994—1995) министр просвещения
- Вилик Арутюнян (1990—1991) министр образования и науки
- Вардгес Гнуни (1991—1995) министр образования и науки
- Арменак Казарян (1995—1996) министр образования и науки
- Арташес Петросян (1996—1998) министр образования и науки
- Левон Мкртчян (1998—1999)
- Эдуард Казарян (1999—2001)
- Левон Мкртчян (2001—2003)
- Серго Ерицян (2003—2006)
- Левон Мкртчян (2006—2008)
- Спартак Сейранян (2008—2009)
- Армен Ашотян (2009-)

### Министерство охраны природы
- Карине Даниелян /1991—1994/
- Сурен Аветисян /1994—1997/
- Саркис Шахазизян /1997—1998/
- Геворг Варданян /1998—2000/
- Мурад Мурадян /2000—2001/
- Вардан Айвазян /2001—2007/
- Арам Арутюнян /2007—2014/
- Арамаис Григорян /2014—2016/
- Арцвик Минасян  /2016—2018/
- Эрик Григорян /2018—/

### Министерство транспорта и связи[3]
- Григор Похпатян /1991—1998/ министр связи
- Генрик Кочинян /1990—1998/ министр транспорта
- Артак Варданян /1998—1999/ министр почты и телекоммуникаций
- Рубен Тоноян /1999—2000/ министр почты и телекоммуникаций
- Ерванд Захарян /1998—2000/ министр транспорта
- Роберт Назарян /2000/ министр транспорта и связи
- Эдуард Мадатян /2000—2001/ министр транспорта и связи
- Ерванд Захарян /2001/ министр транспорта и связи
- Андраник Манукян /2001—2008/ министр транспорта и связи
- Гурген Саркисян /2008—2010/ министр транспорта и связи

### Аппарат правительства
- Татул Маргарян /1991—1992/ министр-руководитель аппарата правительства
- Айк Котанян /1992—1993/
- Армен Хачатрян /1993—1994/
- Гагик Шахбазян /1996—1997/
- Шаген Караманукян /1997—1998/
- Эдвард Тадевосян /1998—1999/
- Шаген Караманукян /1999—2000/
- Андраник Манукян /2000/
- Манук Топузян /2000—2008/

### Министерство культуры, спорта и по вопросам молодёжи
в 2003-2007- Министерство культуры и по вопросам молодёжи, с 2007 - Министерство культуры
- Перч Зейтунцян /1990—1991/ министр культуры
- Акоп Акопян /1991—1996/ министр культуры, спорта и по вопросам молодёжи
- Армен Смбатян /1996—1998/
- Роланд Шароян /1998—2003/
- Ишхан Закарян /2003—2007/ председатель комитета спорта
- Тамара Погосян /2003—2004/ министр культуры и по делам молодёжи
- Овик Овеян /2004—2006/
- Гагик Гюрджян /01.2006 — 02.2006/ и.о. министра
- Геворг Геворгян /02.2006 — 05.2006/

### Министерство статистики, государственного регистра и анализа
- Левон Давтян /1988—1995/
- Эдуард Агаджанов /1995—1998/
- Степан Мнацаканян /1998—2000/

С 2000г. - Национальная статистическая служба РА

### Министерство иностранных дел
- Ашот Егиазарян (1989—1991)
- Раффи Ованнисян (1991—1992)
- Арман Киракосян (1992—1993)
- Ваган Папазян (1993—1996)
- Александр Арзуманян (1996—1998)
- Вардан Осканян (1998—2008)
- Налбандян, Эдвард Агванович  (c 2008)

### Министерство труда и социального обеспечения
Нарине Балаян /1995-1990/ Министерство соцобеспечения.
в 1999-2002гг. - Министерство социального обеспечения, с 2004г. - Министерство труда и по социальным вопросам
- Ашот Есаян /1990—1995/
- Рафаэль Багоян /1995—1996/
- Грануш Акопян /1996—1998/
- Гагик Еганян /1998—1999/
- Размик Мартиросян /1999—2003/
- Агван Варданян /2003—2008/
- Арсен Амбарцумян /2008—2009/
- Геворг Петросян /май 2009—ноябрь 2009/
- Мхитар Мнацаканян /2009—2010/
- Артур Григорян /2010—2012/
- Артем Асатрян /С 2012/

### Министерство финансов и экономики
- Джаник Джаноян /1975—1993/ министр финансов
- Левон Бархударян /1993—1997/ министр финансов
- Грант Багратян /1991—1993/ министр экономики
- Армен Егиазарян /1993—1995/ министр экономики
- Андраник Андреасян /1995—1996/ министр экономики
- Ваграм Аванесян /1996—1997/ министр экономики
- Армен Дарбинян /1997—1998/ министр финансов и экономики
- Эдуард Сандоян /1998—1999/ министр финансов и экономики
- Левон Бархударян /1999—2000/ министр финансов
- Армен Дарбинян /1999—2000/ министр экономики
- Вардан Хачатрян /2000—2008/ министр финансов и экономики
- Тигран Давтян /2008-2010/ министр финансов
- Тигран Хачатрян /2019-настоящее время/ министр экономики

В 2018 году Министерство экономики и финансов одобрило создание свободной экономической зоны "ECOS" в г. Раздан. Главной задачей СЭЗ является создание инфраструктуры для развития в Армении высокотехнологичных проектов и стартапов, работающих на базе распределенного реестра, искусственного интеллекта и машинного обучения. На основе данной СЭЗ создана экосистема, в которой функционирует ряд инфраструктурных услуг: начиная с образовательных и коммуникационных проектов, исследовательских лабораторий до электронных платформ, с целью привлечения инвестиций в новые формирующиеся проекты. Также в рамках СЭЗ открыт индустриальный майнинг-центр ECOS, который выполняет функцию дата-центра СЭЗ.

### Министерство по управлению государственным имуществом
- Норайр Хачатрян (1996—1997)
- Павел Калтахчян (1997—2000)
- Давид Варданян (2000—2004)

### Министерство градостроительства
- Ромео Джулакян /1991—1995/ министр строительства
- Гагик Мартиросян /1990—1993/ министр градостроительства
- Феликс Пирумян /1993—1999/ министр градостроительства
- Грайр Ованнисян /1999—2000/ министр градостроительства
- Леонид Акопян /2000/ министр территориального управления и градостроительной деятельности
- Овик Абрамян /2000—2001/ министр территориального управления и градостроительной деятельности
- Давид Локян /2001—2003/ министр градостроительства
- Ара Арамян /2003—2004/ министр градостроительства
- Арам Арутюнян /2004—2007/ министр градостроительства
- Вардан Варданян /2007-2012/ министр градостроительства
- Самвел Тадевосян /2012- / министр градостроительства

### Министерство государственных доходов
- Усик Арутюнян /1992/
- Сурен Саакян /1992—1994/
- Павел Сафарян /1994—1997/
- Арташес Туманян /1997—1998/
- Смбат Айвазян /1998—2000/
- Гагик Погосян /2000/
- Андраник Манукян /2000—2001/
- Ерванд Захарян /2001—2003/
- Феликс Цолакян /2003—2007/  начальник государственной налоговой службы
- Ваграм Барсегян /2007—2008/ начальник государственной налоговой службы
- Армен Аветисян /2001—2008/ председатель государственного таможенного комитета

### Государственные министры
- Григор Арешян /1991—1992/
- Рубен Чифталарян /1991—1992/
- Геворг Варданян /1991—1993/
- Гагик Шахбазян /1991—1993/ государственный министр, министр сельского хозяйства, /1993—1995/ государственный министр, /1995—1996/ министр по связям со странами СНГ, Евросоюза и международным экономическим связям.
- Виген Читечян /1991—1993/ государственный министр
- Грач Акопян /1992/ государственный министр
- Вазген Манукян /1992—1993/ государственный министр
- Вазген Саркисян /1993—1995/ государственный министр
- Арменак Казарян /1993—1995/ государственный министр
- Рафаэль Багоян /1993—1995/ государственный министр
- Гагик Мартиросян /1993—1995/ государственный министр
- Сепух Ташчян /1993—1995/ государственный министр
- Арсен Камалян /1995—1996/ министр по связам с национальным собранием
- Леонард Петросян /06.1999 — 10.1999/ министр по оперативным вопросам
- Ваган Ширханян /1999—2000/ министр-координатор производственных инфраструктур
- Давид Задоян /2000—2002/ министр-координатор производственных инфраструктур
- Овик Абрамян /2002—2005/ министр-координатор производственных инфраструктур
- Рубен Барсегян /1995—1996/ министр территориального управления
- Галуст Гамазян /1996—1998/ министр территориального управления
- Давид Задоян /1998—1999/ министр территориального управления
- Хосров Арутюнян /1999—2000/ министр территориального управления
- Леонид Акопян /2000/ министр территориального управления и градостроительной деятельности
- Овик Абрамян /2000—2008/ министр территориального управления

## Заместители министров
- Гурген Мелконян бывший заместитель министра обороны
- Манвел Григорян бывший заместитель министра обороны
- Армен Ерицян Заместитель министра внутренних дел
- Ованес Унанян Заместитель министра внутренних дел
- Баграт Есаян Заместитель министра образования и науки
- Ара Аветисян Заместитель министра образования и науки
- Паруйр Карапетян Заместитель начальник УГО
- Ашот Шахназарян Заместитель министра торговли и промышленности с 1999 по 2004 годы
- Арег Галустян Заместитель министра энергетики
- Карине Ходикян  бывший заместитель министра культуры

## Органы при правительстве

### Государственный комитет по регулированию ядерной безопасности
- Ашот Мартиросян (2008—[уточнить][источник не указан 1910 дней]

### Управление по управлению государственным имуществом
- Давид Варданян (2003—2004)
- Карине Киракосян (2004—2011)
- Арман Саакян (с 2011)

### Комитет кадастра недвижимости при правительстве
- Манук Варданян (2001—2009)
- Ерванд Захарян (2009—2014)
- Мартин Саргсян (С 2014)

### Главное управление гражданской авиации при правительстве
- Вячеслав Яралов (2000—2001)
- Ованес Ерицян (2001—2002)
- Самвел Маргарян (2002—2004)
- Артем Мовсесян  (С 2004)

### Служба национальной безопасности
- Карлос Петросян (2002—2004)
- Горик Акопян (2004—2016)
- Георгий Кутоян (2016—2018)
- Артур Ванецян (с 2018)

### Полиция Республики Армения при Правительстве РА
- Айк Арутюнян (2002—2008)
- Алик Саркисян (2008—2011 )
- Владимир Гаспарян (2011-2018)
- Валерий Осипян (с 2018)

### Управление информации и печати при правительстве
- Грачья Тамразян (1993—1995)
- Арутюн Карапетян (1995—1998)
- Раффи Ованнисян (03.1998 — 11.1998)

### Управление по чрезвычайным ситуациям
В 2004—2006 годах — Спасательная служба Армении
- Степан Бадалян (1991—1997) начальник управления по чрезвычайным ситуациям
- Вячеслав Арутюнян (1997—2002) начальник управления по чрезвычайным ситуациям
- Эдик Барсегян (2004—2006) начальник управления по чрезвычайным ситуациям

### Комитет водного хозяйства при правительстве
- Гагик Мартиросян (1999—2004)

### Армянское агентство развития
- Ваагн Мовсисян (2000—2007)
- Тигран Давтян (2007—2008)
- Роберт Арутюнян (с 2008)